# Villarino de los Aires
Villarino de los Aires est une commune de la province de Salamanque dans la communauté autonome de Castille-et-León en Espagne.

## Sites et patrimoine

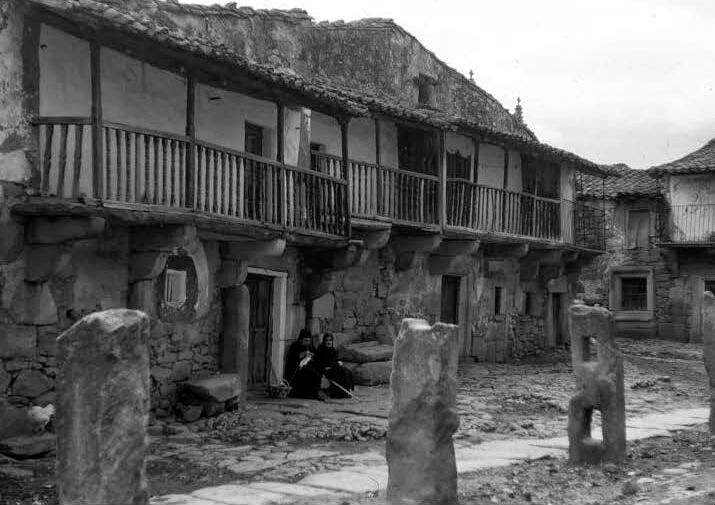
Rue de Villarino de los Aires en 1959